# Dražanj
Dražanj (izvirno srbsko Дражањ) je naselje v Srbiji, ki upravno spada pod Mestno občino Grocka; slednja pa je del Mesta Beograd.

## Demografija
V naselju živi 1229 polnoletnih prebivalcev, pri čemer je njihova povprečna starost 40,5 let (39,4 pri moških in 41,6 pri ženskah). Naselje ima 423 gospodinjstev, pri čemer je povprečno število članov na gospodinjstvo 3,66.
To naselje je v glavnem srbsko (glede na popis iz leta 2002).
|  |

| Demografija | Demografija     | Demografija     |
| Leto        | Št. prebivalcev | Št. prebivalcev |
| ----------- | --------------- | --------------- |
|             |                 |                 |
|             |                 |                 |
|             |                 |                 |
|             |                 |                 |
| 1948        | 1700            |                 |
| 1953        | 1867            |                 |
| 1961        | 1876            |                 |
| 1971        | 1776            |                 |
| 1981        | 1758            |                 |
| 1991        | 1855            | 1765            |
| 2002        | 1680            | 1548            |
|             |                 |                 |

| Etnična sestava po popisu iz leta 2002 | Etnična sestava po popisu iz leta 2002 | Etnična sestava po popisu iz leta 2002 | Etnična sestava po popisu iz leta 2002 | Etnična sestava po popisu iz leta 2002 |
| -------------------------------------- | -------------------------------------- | -------------------------------------- | -------------------------------------- | -------------------------------------- |
| Srbi                                   | Srbi                                   |                                        | 1.457                                  | 94,12%                                 |
| Romi                                   | Romi                                   |                                        | 68                                     | 4,39%                                  |
| Romuni                                 | Romuni                                 |                                        | 5                                      | 0,32%                                  |
| Makedonci                              | Makedonci                              |                                        | 3                                      | 0,19%                                  |
| Jugoslovani                            | Jugoslovani                            |                                        | 1                                      | 0,06%                                  |
| Neznano                                | Neznano                                |                                        | 3                                      | 0,19%                                  |